# John Burnet
John Burnet, född 9 december 1863, död 26 maj 1928, var en skotsk filolog.
Burnett blev professor i grekiska vid universitetet i Saint Andrews 1891. Han var en självständig och uppslagsrik forskare, och hans arbete inom grekiska filosofins historia, främst genom sin kritiska textupplaga av Platons skrifter som utgavs i 5 band 1900-1908 (ny reviderad utgåva 1905-1913). Bland hans övriga arbeten märks en kommenterad utgåva av Aristoteles Nikomakiska etik (The ethics of Aristotle, 1900), Plato's Phaedo (1911), Plato's Euthyphro, Apology of Socrates, and Crito (1924), desammanfattande verken Early Greek philosophy (1894, 3:e upplagan 1920) och Greek philosophy (1914). Burnets tes, att Platons dialoger till och med Staten i huvudsak återger bilden av den historiske Sokrates och att idéläran är sokratisk utvecklades och försvarades av Alfred Edward Taylor men kom aldrig att bli allmänt antagen. Postumt utgavs Burnets föreläsningar om Platonism (1928) och hans Essays and addresses (1929). Burnet var även  uppskattad som lärare och en ivrig förespråkare för humanistisk bildning, tankar formulerade i Higher education and the war (1917).